# Gare de Boutchatch
La gare de Boutchatch (en ukrainien : Бучач (станція)) est une gare ferroviaire située dans l'oblast de Ternopil en Ukraine.

## Situation ferroviaire
La gare est exploitée par Lviv Railways, partie de Ukrzaliznytsia.

## Histoire
Elle a ouvert en 1884 sur la ligne Ivano-Frankivsk - Bila-Tchortkivska - Houssiatyn. La gare a été détruite en 1944 par les armées nazie en retraite.

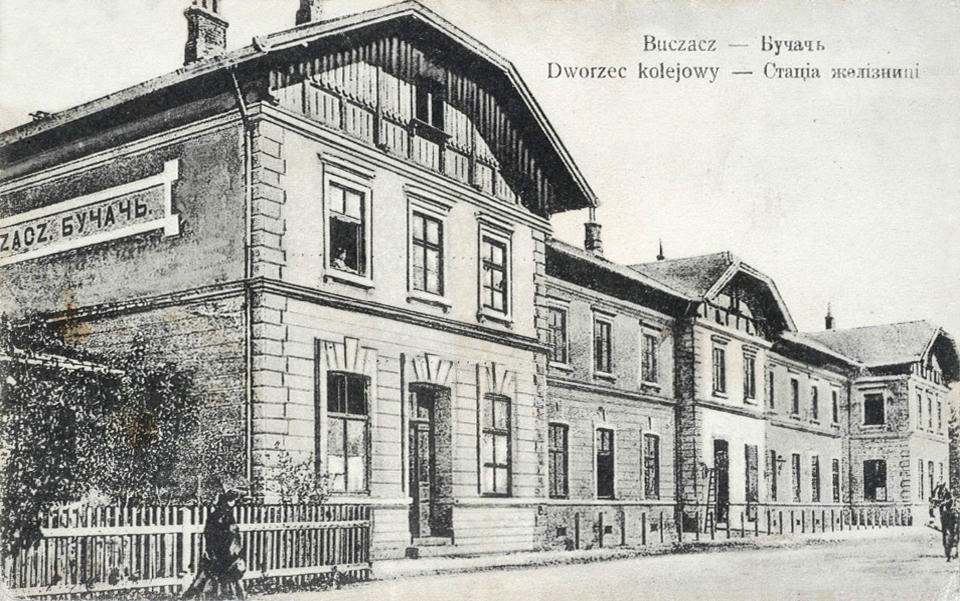
L'ancienne gare.